# Moravany u Kyjova
Moravany (deutsch Morawan, früher Morawann) ist eine Gemeinde in Tschechien. Sie liegt fünf Kilometer nordöstlich von Kyjov und gehört zum Okres Hodonín.

## Geographie

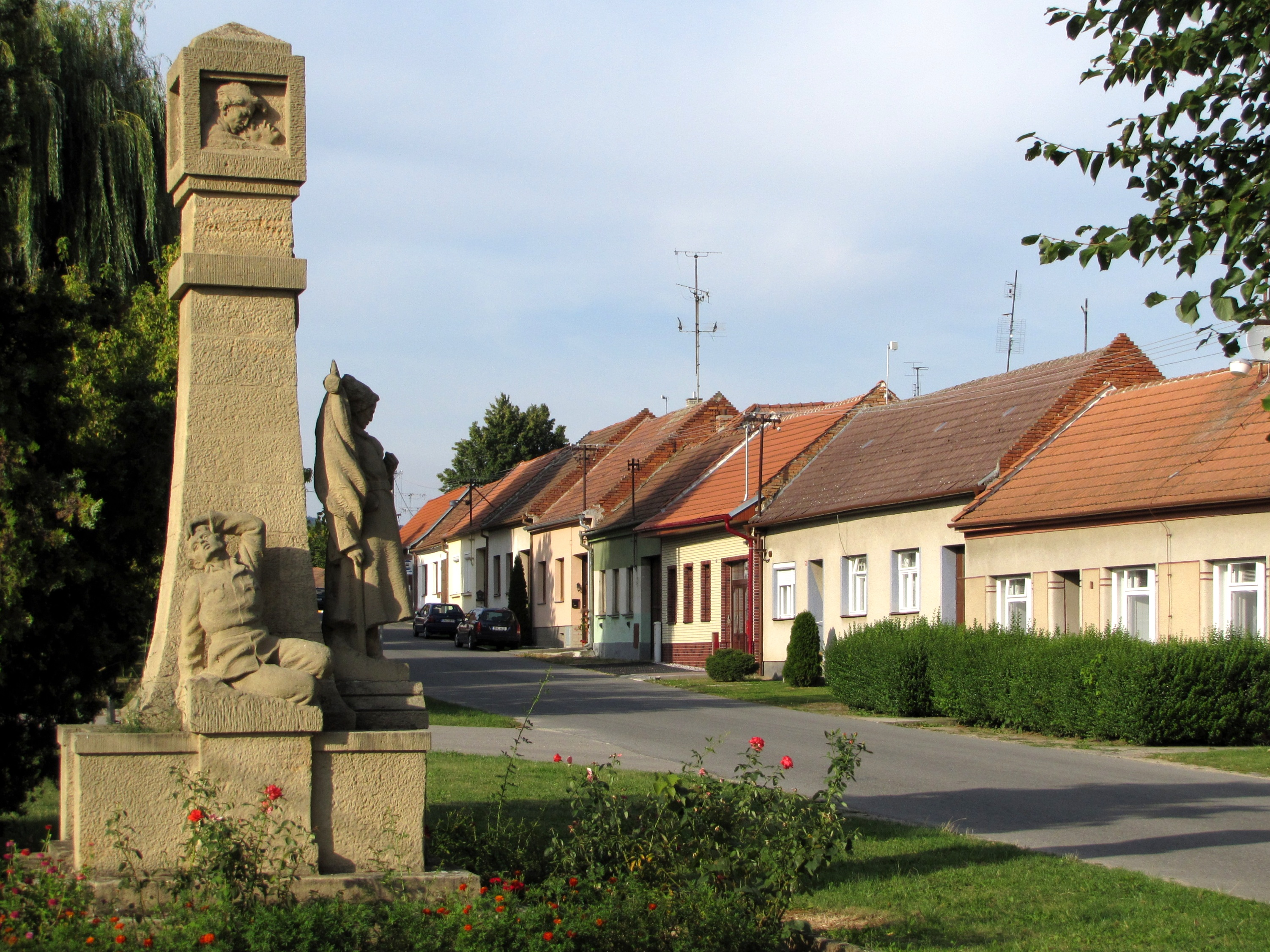
Dorfplatz in Moravany

Moravany befindet sich am südwestlichen Fuße des Marsgebirges an der Einmündung des Baches Moravanský potok in den Čeložnický potok. Nördlich erhebt sich der Paní háj (410 m), im Nordosten der Šepruny (303 m), westlich die Bohuslavická Nová hora (295 m) sowie im Nordwesten die Zelená hora (305 m) und die Lenivá hora (486 m).
Nachbarorte sind Koryčany, Kameňák und Zavadilka im Norden, Josefinský Dvůr im Nordosten, Labuty und Skalka im Osten, Dolní Moštěnice und Ježov im Südosten, Hýsly und Kelčany im Süden, Kostelec im Südwesten, Bukovany im Westen sowie Bohuslavice und Čeložnice im Nordwesten.

## Geschichte
Die erste schriftliche Erwähnung von Moravany erfolgte im Jahre 1324, als der Vladike Štěpán von Moravany als Zeuge bei einem Vergleich zwischen Protivec von Buchlov und dem Kloster Velehrad zeichnete. Der Besitz wurde im Laufe des 14. Jahrhunderts immer weiter zwischen verschiedenen Angehörigen des weitverzweigten Vladikengeschlechts aufgeteilt, die alle in Moravany lebten. Zu dieser Zeit bestanden in Moravany drei Höfe und zwei Schenken. Es wird angenommen, dass auch eine Feste existierte, deren Standort am Platz des heutigen Rathauses vermutet wird. Bei Moravany wurde seit dem Mittelalter Kalk gebrochen und Kalköfen betrieben. Außerdem befand sich bei Moravany eines der beiden Eisenerzbergwerke im Marsgebirge, das seit dem 8. Jahrhundert betrieben wurde.
Sukzessive erfolgte der Verkauf einzelner Anteile an Grundherren der Umgebung, wie Zdenko von Sternberg, Mikuláš und Boček von Labuty, Bartoš von Tučapy und Arkleb von Zástřizl. Anna von Moravany heiratete Smil von Landstein, der das Prädikat “von Morawan” (z Moravan) führte und 1381 starb. Deren Sohn Johann von Landstein und Morawan († um 1423) versuchte zunächst den Familienbesitz in seiner Hand zu vereinen. Nachdem er 1412 Milotice gekauft hatte, verlegte er seinen Sitz dorthin und verkaufte Moravany seinem Stiefbruder Protivec von Zástřizl. 1414 gehörte Johann zu den Begleitern von Jan Hus auf dem Weg nach Konstanz. 1542 schlug Jan Ždánský von Zástřizl Moravany der Herrschaft Buchlov zu. Vor dem Im 16. Jahrhundert gehörten die Bewohner des Dorfes den Mährischen Brüdern an. Die Herrschaft Buchlov verweigerte der Brüdergemeine die Überlassung von Land zur Anlegung eines Friedhofes. Im Buchlauer Urbar von 1611 findet sich der erste Nachweis über die Morawaner Steinbrüche. Die Brüche lagen im Marsgebirge an der Herrschaftsgrenze bei der Kapelle des hl. Klemens im Tal des Klimentský potok und bei Brusnice. 1624 wirkte in Moravany der Prediger Matěj Černý. Als 1644 die Buchlover Linie der Prakšický von Zástřizl erlosch, fiel die Herrschaft den Herren von Peterswald zu. Nach dem Ende des Dreißigjährigen Krieges wurde Moravany zwischen 1650 und 1651 rekatholisiert. Wenig später entstand auch der Friedhof. Im Jahre 1720 bestand in Moravany ein hölzernes Rathaus, in dessen Kellergewölben Morawaner Wein ausgeschenkt wurde. Weiterhin bestanden eine herrschaftliche Bierschenke, eine Brennerei, zwei Fleischbänke und ein Fischteich. Das Rathaus erlosch noch im 18. Jahrhundert. Ab 1763 waren die Grafen von Berchtold Besitzer der Herrschaft, deren Sitz inzwischen das Schloss Buchlovice war. In den Steinbrüchen von Moravany wurde ein guter Sandstein gewonnen. Bis zur Mitte des 19. Jahrhunderts blieb Moravany immer nach Buchlovice untertänig.
Nach der Aufhebung der Patrimonialherrschaften bildete Moravany/Moravan ab 1850 eine Gemeinde in der Bezirkshauptmannschaft Gaya. Nach der Aufhebung des Okres Kyjov wurde der Ort 1960 dem Okres Hodonín zugeordnet.

## Gemeindegliederung
Für die Gemeinde Moravany sind keine Ortsteile ausgewiesen. Zu Moravany gehört die Ansiedlung Kameňák.

## Sehenswürdigkeiten

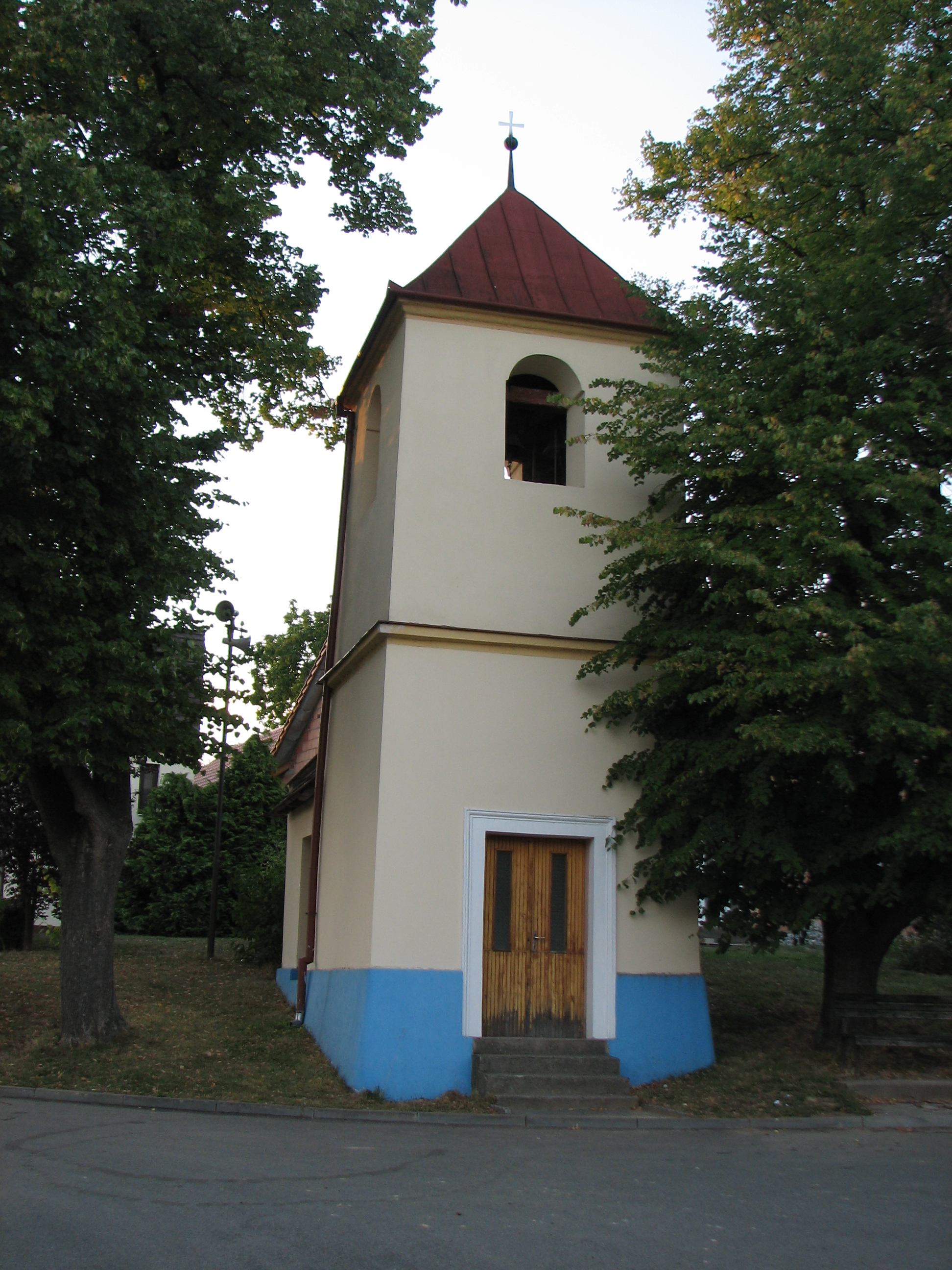
Glockenturm

- Glockenturm am Dorfanger, errichtet im 17. Jahrhundert zu Zeiten Matěj Černýs
- Kapelle der hl. Dreifaltigkeit, errichtet 1994–2000, die Weihe erfolgte am 25. Mai 2000 durch Erzbischof Jan Graubner
- Statue des hl. Johannes von Nepomuk, aus der Mitte des 18. Jahrhunderts
- Pardusy, größte Kalkbrüche des Marsgebirges, zwischen Zavadilka und der Koritschaner Kapelle
- Burgstall Paní háj
- Naturschutzgebiet Moravanské lúky im Marsgebirge bei Brusnice

## Söhne und Töchter der Gemeinde
- Ladislav Jandásek (1887–1942), Lehrer, Widerstandskämpfer gegen den Nationalsozialismus, NS-Opfer